# Michael Kitchen
Michael Roy Kitchen (Leicester, 31 oktober 1948) is een Engelse acteur en tv-producer, onder meer bekend door zijn hoofdrol als politie-inspecteur Christopher Foyle in de Britse tv-serie Foyle's War. In twee James Bond-films, GoldenEye (1995) en The World Is Not Enough (1999), speelde hij de rol van Bill Tanner.

## Carrière

### Film en televisie
Sinds de vroege jaren zeventig heeft Kitchen opgetreden voor de Britse televisie. Zijn vroege werk betreft rollen in Play for Today (1971-1987), Thriller (1974-1976) en Beasts (1976). Verder speelde hij rollen in de BBC-televisiebewerking van Shakespeares King Lear, The Bunker, Out of Africa en To Play the King.
Recentere rollen had Kitchen in de films Enchanted April (1992), Fatherland (1994), The Hanging Gale (1995), Kidnapped (1995), Mrs. Dalloway (1997), The Railway Children (1999) en Proof of Life.
Van 2002 tot 2012 had Kitchen de hoofdrol als Christopher Foyle in de politieserie Foyle's War, waarvan hij ook coproducent was.
Naast bovengenoemde grotere rollen had hij ook bijrollen in de series The Professionals, Inspector Morse, A Touch of Frost, Between The Lines en Dalziel and Pascoe.

### Theater
Ook in het Britse theater speelde Kitchen talloze toneelstukken. Daarbij zijn de rollen van Ptolemy in Caesar and Cleopatra in 1966, Will in Howard Brentons Magnificence van Howard Brenton in 1973 en William Hogarth in The Art of Success van Nick dear in 1986/87.

## Persoonlijk leven
Kitchen is getrouwd met Rowena Miller, die zijn kleedster was in de late jaren tachtig. Zij hebben twee zonen. Kitchen is erg gesteld op zijn privéleven en geeft dan ook zelden interviews.

## Filmografie (selectie)

### Film
- Hellboy (2004)
- Final Fantasy: the Spirits Within (2001)
- Proof of Life (2000)
- New Year's Day (2000)
- The World Is Not Enough (1999)
- The Last Contract (1998)
- Mrs. Dalloway (film) (1997)
- GoldenEye (1995)
- The Trial (1993)
- Hostage (1992)
- Enchanted April (1992)
- Fools of Fortune (1990)
- The Russia House (1990)
- Ball-Trap on the Cote Sauvage (1989)
- Dykket (1989)
- Out of Africa (1985)
- Caught on a Train (1980)
- Breaking Glass (1980)
- Dracula A.D. 1972 (1972)

### Televisie
- Foyle's War (2002-2013)
- Valley of the T. Rex (2002)
- Always and everyone(2001-2002)
- Lorna Doone (2001)
- History of Britain (2001)
- Oliver Twist (2001)
- Second Sight II (2001)
- When Dinosaurs Roamed America (2001)
- Railway Children (2001)
- Dalziel & Pascoe: Bones and Silence (2000)
- Hanging Gale (1999)
- Reckless - the Sequel (1999)
- Reckless (1998)
- Royal Scandal (1997)
- Kidnapped (1996)
- Buccaneers (1996)
- Winter's Tale (1996)
- Fatherland (1995)
- Dandelion Dead (1995)
- Doomsday Gun (1994)
- To Play the King (1994)
- Hamlet (1993)
- Inspector Morse, aflevering The Death of the Self, 1995
- Crossing to Freedom (1990)
- Love Song (1987)
- Bunker (1981)
- Sleepwalker (1976)
- Once the Killing Starts (1974)